# Betty Mitchell
Betty Mitchell Olson (19 september 1928) is een schaatsster uit Canada.

## Resultaten

### Wereldkampioenschappen
| Jaar | Jaar     | Plaats    | Resultaten   | Resultaten                                |
| ---- | -------- | --------- | ------------ | ----------------------------------------- |
| 1949 | Allround | Kongsberg | 12e Allround | 9e 500 m 11e 1000 m 14e 3000 m 13e 5000 m |

## Persoonlijke records
| Afstand    | Tijd     | Datum            | Baan      |
| ---------- | -------- | ---------------- | --------- |
| 500 meter  | 50,80    | 12 februari 1949 | Kongsberg |
| 1000 meter | 1.50,40  | 12 februari 1949 | Kongsberg |
| 3000 meter | 6.16,80  | 12 februari 1949 | Kongsberg |
| 5000 meter | 10.46,70 | 12 februari 1949 | Kongsberg |